# Santa Venera del Piano
Santa Venera del Piano o più comunemente Santa Venera è una frazione di Barcellona Pozzo di Gotto, comune italiano della città metropolitana di Messina. Ha lo stesso patrono e la stessa festa dell'adiacente quartiere di Santa Venera Grotta.

## Geografia fisica

### Territorio
La frazione è situata accanto alla più nota Santa Venera Grotta e in prossimità del Longano, uno dei due principali torrenti (l'altro è l'Idria) che attraversano la città di Barcellona Pozzo di Gotto.

### Clima
I gradi giorno sono tra i 600 e i 900, perciò la zona climatica è tra la A e la B.

## Storia
Nel 1908, con il famoso terremoto nell'area metropolitana di Messina, vennero distrutte molte costruzioni, tra cui la Chiesa di Santa Venera; essa però fu ricostruita sulla stessa area per volontà di monsignor Angelo Paino nel 1930 e poi ristrutturata nel 1950.

## Monumenti e luoghi d'interesse
Il principale monumento è la Chiesa di Santa Venera, davanti alla quale si trova un oratorio. Esso è collegato a un campetto, dove si svolgono le messe estive, accanto al quale c'è anche una pista ciclabile.